# Karel Kotrba
Karel Kotrba (? – ?) olimpiai és világbajnoki bronzérmes, Európa-bajnoki ezüstérmes csehszlovák jégkorongozó.
Részt vett az 1920. évi nyári olimpiai játékokon, ahol a csehszlovák válogatott tagja volt, de nem játszott a jégkorongtornán, mert csak tartalék volt.
Részt vett az 1921-es jégkorong-Európa-bajnokságon, ahol ezüstérmes lett.
Klubcsapata a HC Slavia Praha volt.